# Paramantis
Paramantis, es un género de las mantis, de la familia Mantidae, del orden Mantodea. Es originario de África.

## Especies
- Paramantis natalensis
- Paramantis nyassana
- Paramantis prasina
- Paramantis sacra
- Paramantis togana
- Paramantis victoriana
- Paramantis viridis